# Ocellularia albo-olivacea
Ocellularia albo-olivacea är en lavart som först beskrevs av Edvard Vainio och som fick sitt nu gällande namn av Alexander Zahlbruckner 1924. 
Ocellularia albo-olivacea ingår i släktet Ocellularia och familjen Thelotremataceae. Inga underarter finns listade i Catalogue of Life.